# Vaccin antirabique

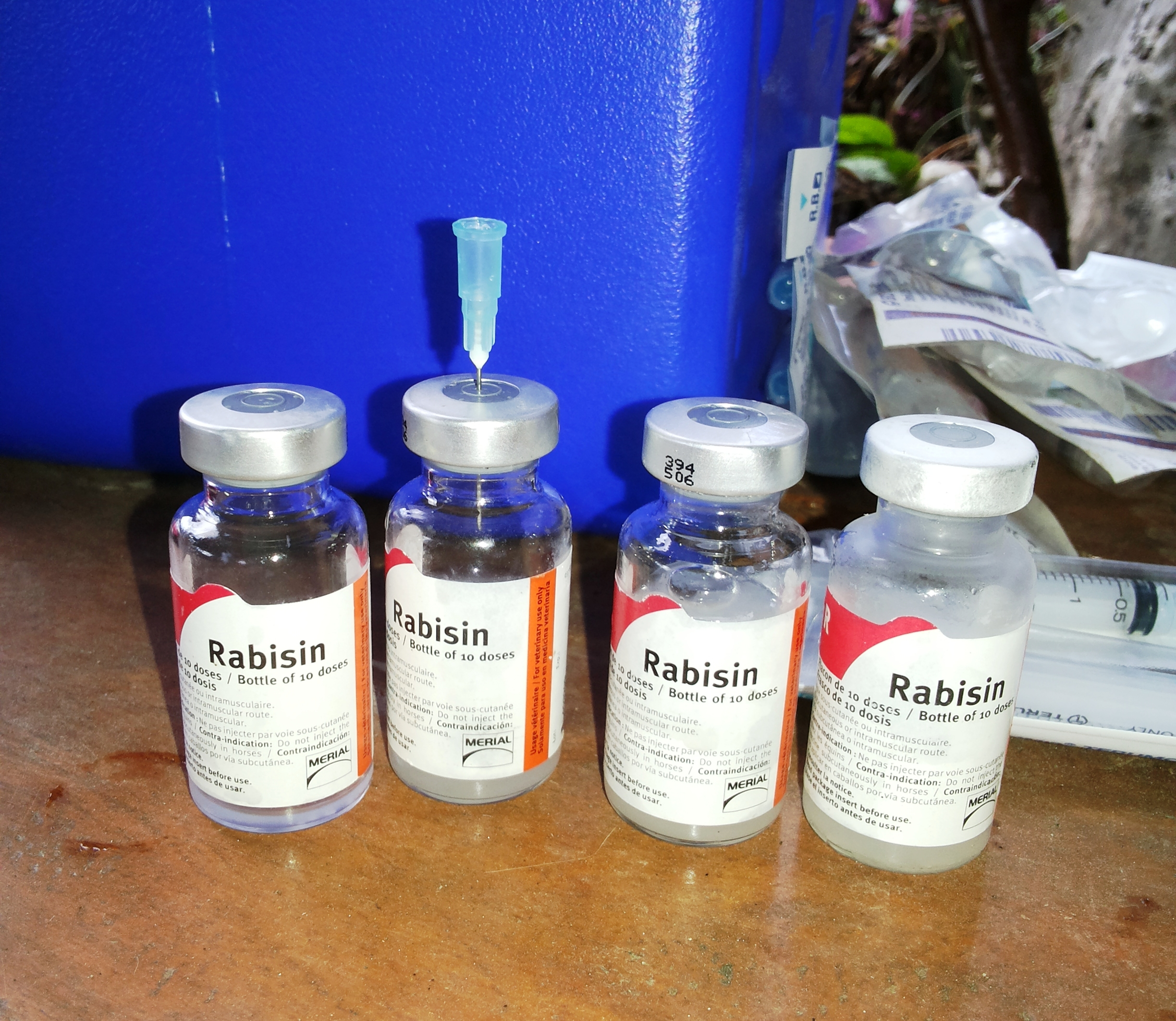
Flacons de vaccin contre la rage, vétérinaire, Rabisin

Le vaccin antirabique, ou contre la rage, est créé par Louis Pasteur en 1885 dans le but de traiter la maladie mortelle de la rage.

## Historique
Le vaccin a eu un long processus de création. Il est l'un des premiers vaccins, avec celui contre la variole, à être utilisé en médecine humaine, et il entrainera par la suite la création de nombreux vaccins. Du fait de la réticence de la population à se faire vacciner, les vaccins ont d'abord été testés sur des animaux de ferme comme la poule contre le choléra, la vache, en 1881, contre la maladie du charbon, ainsi que le cochon contre le rouget du porc.
C'est en 1880 que Louis Pasteur commence à travailler sur le vaccin contre la rage. Celui-ci et ses collaborateurs ont découvert que le pathogène de la rage n'était pas seulement dans la salive, mais aussi dans le système nerveux central. Il émet une hypothèse, selon laquelle plusieurs injections, chacune de plus en plus forte, seraient nécessaires pour que la vaccination soit efficace. En 1885, il administre son vaccin à deux premiers patients atteints de la rage, qui meurent quelques jours plus tard. Le 6 juillet 1885, le vaccin fait enfin ses preuves. Joseph Meister, un berger alsacien de neuf ans, a été mordu par un chien supposé enragé. Il reçoit 13 piqûres de vaccin et il ne contracte pas la maladie. En septembre 1885, un autre berger du nom de Jean-Baptiste Jupille se présente devant Louis Pasteur, car il a été mordu par un chien enragé. Il devient le deuxième humain vacciné avec succès contre la rage.
Toutefois le traitement donne lieu à quelques incidents : « Il y a quelques mois, M. Ernest Chippaud, cinquante-deux ans, cordonnier 14, rue Clavel, à Paris, avait été mordu par un chien enragé. Il avait été soigné à l’Institut Pasteur et paraissait être complètement guéri, quand, lundi, il fut pris d’une crise d’hydrophobie terrible. Ligotté à grand’peine, il fut dirigé sur l’hôpital Necker par les soins du commissaire de police, mais l’infortuné cordonnier ne tarda pas à succomber. » (Journal du Lot, 23 août 1900, p.1, col. 4).
En 1888, grâce à la vaccination, l’institut Pasteur est créé.

## Composants
Il existe plusieurs vaccins lyophilisés contre la rage, citons par exemple Imovax Rage et VACCIN RABIQUE PASTEUR/Verorab (Sanofi Pasteur), ainsi que RabAvert (GSK). Le premier est cultivé sur des cellules diploïdes humaines. Il est composé de 2,5 UI d’antigène du virus de la rage, 100 mg d’albumine humaine, 150 µg de néomycine et de 20 µg de rouge de phénol et dilué avec de l'eau stérile.  Le second est cultivé sur des cellules Véro et contient 3,25 UI du virus de la rage, souche WISTAR Rabies PM/WI38 1503-3M, ainsi que de l'albumine humaine. Après reconstitution avec 0,5 mL de solvant, le vaccin est prêt à l'emploi. Le troisième, RabAvert, est lui cultivé sur des cellules d’embryon de poulet purifiées. Il est composé de 2,5 UI d’antigène du virus de la rage, de 12 mg de polygéline, de 0,3 mg d’albumine sérique humaine, de moins d'1 µg de néomycine, de 0,02 µg de chlortétracycline, de 0,002 µg d’amphotéricine B, de 0,003 µg d’ovalbumine ainsi que d'eau stérile.

## Transmission de la rage
De nos jours, la rage reste une maladie mortelle présente dans certaines régions du monde, provoquant tous les ans le décès de dizaines de milliers de personnes. Elle se transmet principalement par les mammifères, le plus souvent le chien ou la chauve-souris, par une morsure, une griffure ou par le contact de la salive.
La rage a presque entièrement disparu de nombreux pays développés, mais il est conseillé aux voyageurs de se faire vacciner pour se protéger des animaux sauvages, s'ils vont dans certaines régions du monde comme l'Asie, l'Europe centrale, l'Afrique, le Moyen-Orient et l'Amérique du Sud.